# 维尔叙泰尔
泰尔河畔维尔（法語：Ville-sur-Terre）是法国奥布省的一个市镇，属于奥布河畔巴尔区（Bar-sur-Aube）苏莱内迪伊县（Soulaines-Dhuys）。该市镇2009年时的人口为103人。

## 人口
泰尔河畔维尔人口变化图示
| 数据来源：INSEE |